# Koréh Endre
Koréh Endre (Sepsiszentgyörgy, 1906. április 13. – Bécs, 1960. szeptember 21.) operaénekes (basszus).

## Életútja
Már 15 éves korában basszust énekelt a kolozsvári református kollégium énekkarában. Az érettségi után Debrecenben folytatta tanulmányait, okleveles gazda lett. Első bemutatkozása a színpadon nem volt sikeres: próbaéneklésre jelentkezett a Magyar Rádiónál, de eltanácsolták, mivel A ti utcátokban fényesebb a csillag c. nótát túl nagy átéléssel adta elő. A kudarc nem szegte kedvét: a budapesti Zeneakadémiára már felvételt nyert. Az itt elénekelt Schumann-dal, A két gránátos elnyerte a tanárok tetszését. Énektanulmányait Noseda Károly tanítványaként végezte el.
1929-ben debütált Sarastróként a budapesti Operaházban, ahol Székely Mihály mellett a társulat második basszistája volt. 1943-ban még vendég, emigrálása után, 1946-tól tag volt a bécsi Állami Operában. 1948-tól rendszeresen fellépett a Salzburgi Ünnepi Játékokon. Itt 1953-ban részt vett Gottfried von Einem A per c. operájának ősbemutatójában. Szerepelt a Glyndebourne-i fesztiválon és a New York-i Metropolitanben is.
2006-ban posztumusz örökös tag címet adományozott neki a budapesti Operaház.
Több lemezfelvétel őrzi hangját, így például a Szöktetés a szerájból (vez. Josef Krips), A kékszakállú herceg vára (vez. Walter Süsskind), Figaro házassága (vez. Wilhelm Furtwängler), Giordano André Chénier (vez. Lovro von Matačić), Gottfried von Einem A per (vez. Karl Böhm).

## Főbb szerepei
- Ádám Jenő: Magyar karácsony – Katona
- Eugen d’Albert: Hegyek alján – Tommaso
- Ludwig van Beethoven: Fidelio – Rocco; Don Fernando; Második fogoly
- Csajkovszkij: Jevgenyij Anyegin – Gremin herceg
- Isidore de Lara: A fehér vitorlás – Merenzi
- Léo Delibes: Lakmé – Kuravar
- Dohnányi Ernő: A tenor – Hicketier
- Dohnányi Ernő: Simone néni – Nuto
- Dohnányi Ernő. A vajda tornya – Nemere
- Werner Egk: A csodahegedű – Cuperus
- Gottfried von Einem: A per – Albert K
- Erkel Ferenc: Bánk bán – Tiborc
- Esterházy Ferenc: A szerelmes levél – Podesta
- Farkas Ferenc: A bűvös szekrény – A mufti
- Friedrich von Flotow: Márta – A richmondi bíró
- Christoph Willibald Gluck: Május királynője – Richard
- Goldmark Károly: Sába királynője – Főpap
- Hubay Jenő: A milói Vénusz – Panurgos
- Jacobi Viktor: Sybill – Városparancsnok
- Kenessey Jenő: Az arany meg az asszony – Wolfgang
- Wilhelm Kienzl: A bibliás ember – Az éjjeliőr
- Kósa György: Árva Józsi három csodája – 3. favágó
- Kósa György: Az két lovagok – Bertrand
- Lehár Ferenc: Giuditta – Martini
- Lehár Ferenc: A garabonciás – Mihály
- Frank Martin: A bájital – Marke
- Frank Martin: A vihar – Caliban
- Jules Massenet: Manon – Szállodás
- Darius Milhaud: Az elrabolt Európa – Agenor
- Claudio Monteverdi–Ottorino Respighi: Orfeusz – Charon; Pluto
- Mosonyi Mihály: Álmos – Kádár
- Wolfgang Amadeus Mozart: Figaro lakodalma - Bartolo
- Wolfgang Amadeus Mozart: Szöktetés a szerájból - Ozmin
- Mozart: Don Juan – Leporello; A kormányzó
- Wolfgang Amadeus Mozart: A varázsfuvola - Sarastro
- Muszorgszkij: Borisz Godunov – Pimen; Varlaam
- Modeszt Petrovics Muszorgszkij: Hovanscsina – Doszifej
- Otto Nicolai: A windsori víg nők – Sir John Falstaff
- Jacques Offenbach: A banditák – A hercegi őrség kapitánya
- Jacques Offenbach: Hoffmann meséi – Luther; Crespel tanácsos
- Ottó Ferenc: Júlia szépleány – Bíró
- Robert Planquette: Rip van Winkle – Hudson kapitány
- Poldini Ede: Himfy – Parancsnok
- Giacomo Puccini. Bohémélet – Colline
- Giacomo Puccini: Gianni Schicchi – Simone
- Giacomo Puccini: Turandot – Timur
- Lodovico Rocca: Ivnor hegye – Miroj
- Gioachino Rossini: A sevillai borbély – Don Basilio
- Gioachino Rossini: Tell Vilmos – Fürst Walter
- Bedřich Smetana: Az eladott menyasszony – Kecal
- Richard Strauss: Salome – Második katona
- Richard Strauss: A rózsalovag - Lerchenaui Ochs báró
- Richard Strauss: Daphne — Paneios
- Ambroise Thomas: Mignon – Jarno
- Unger Ernő: Petőfi – Miklós Miklós
- Giuseppe Verdi: A trubadúr – Ferrando; Öreg cigány
- Giuseppe Verdi: Rigoletto – Sparafucile
- Giuseppe Verdi: La Traviata – Grenvil doktor
- Giuseppe Verdi: Simon Boccanegra – Jacopo Fiesco; Pietro
- Giuseppe Verdi: A végzet hatalma – Pater Gvardian
- Giuseppe Verdi: Álarcosbál – Tom
- Giuseppe Verdi: Aida – Ramfisz
- Giuseppe Verdi: Don Carlos - II. Fülöp; Egy szerzetes/V. Károly
- Giuseppe Verdi: Otello – Lodovico
- Wagner: A bolygó hollandi – Daland
- Richard Wagner: Tannhäuser... – Hermann őrgróf; Reinmar von Zweter
- Richard Wagner: A nürnbergi mesterdalnokok – Hans Schwarz; Éjjeliőr
- Wagner: Trisztán és Izolda – Marke király
- Richard Wagner: A Nibelung gyűrűje – Hagen; Fafner; Hunding
- Richard Wagner: Parsifal – Gurnemanz; Titurel
- Carl Maria von Weber: A bűvös vadász – Egy remete
- Zádor Jenő: Azra – Hájjáj; Müezzin